# Phasmasaurus
Phasmasaurus — рід сцинкоподібних ящірок родини сцинкових (Scincidae). Представники цього роду є ендеміками Нової Каледонії.

## Види
Рід Phasmasaurus нараховує 2 види:
- Phasmasaurus maruia (Sadlier, Whitaker & Bauer, 1998)
- Phasmasaurus tillieri (Ineich & Sadlier, 1991)

## Етимологія
Наукова назва роду Phasmasaurus походить від сполучення слів дав.-гр. φασμα — привид і σαυρος — ящірка.